# Llista de monuments de la Segarra
Llista de monuments de la Segarra inclosos en l'Inventari del Patrimoni Arquitectònic de Catalunya per la comarca de la Segarra. Inclou els inscrits en el Registre de Béns Culturals d'Interès Nacional (BCIN) amb la classificació de monuments o conjunts històrics, els Béns Culturals d'Interès Local (BCIL) de caràcter immoble i la resta de béns arquitectònics integrants del patrimoni cultural català.

## Cervera
Vegeu la llista de monuments de Cervera

## Estaràs
| Monument                                                         | Protecció    | Estil/època                                | Localització                                                                 | Coordenades                                          | Codi?         | Imatge |
| ---------------------------------------------------------------- | ------------ | ------------------------------------------ | ---------------------------------------------------------------------------- | ---------------------------------------------------- | ------------- | --- |
| Castell d'Estaràs                                                | BCIN 835-MH  | Gòtic, renaixement XIV-XVI, XVIII          | Estaràs Pl. del Castell                                                      | 41° 41′ 32″ N, 1° 22′ 41″ E / 41.692095°N,1.378011°E | RI-51-0006322 | Castell d'Estaràs · Vegeu més fotos d'aquest monument · Carregueu una nova foto d'aquest monument                                                          |
| Castell d'Alta-riba                                              | BCIN 836-MH  | Romànic XI                                 | Estaràs Alta-riba                                                            | 41° 42′ 44″ N, 1° 21′ 55″ E / 41.712197°N,1.365245°E | RI-51-0006323 | Castell d'Alta-riba (Estaràs) · Vegeu més fotos d'aquest monument · Carregueu una nova foto d'aquest monument                                              |
| Castell de Ferran                                                | BCIN 837-MH  | Obra popular Medieval                      | Estaràs                                                                      | 41° 43′ 46″ N, 1° 23′ 46″ E / 41.729460°N,1.396179°E | RI-51-0006324 | Castell de Ferran (Estaràs) · Vegeu més fotos d'aquest monument · Carregueu una nova foto d'aquest monument                                                |
| Castell de Vergós Guerrejat                                      | BCIN 838-MH  | Barroc XVII-XVIII, XX                      | Estaràs Pl. de l'Església, 3, Vergós Guerrejat                               | 41° 40′ 36″ N, 1° 21′ 11″ E / 41.676537°N,1.353066°E | RI-51-0006325 | Castell de Vergós Guerrejat (Estaràs) · Vegeu més fotos d'aquest monument · Carregueu una nova foto d'aquest monument                                      |
| Castell de Mejanell                                              | BCIN 1539-MH | Romànic XI-XII, XIX-XX                     | Estaràs Malacara                                                             | 41° 43′ 33″ N, 1° 22′ 56″ E / 41.725787°N,1.382322°E | RI-51-0006476 | Castell de Mejanell (Estaràs) · Vegeu més fotos d'aquest monument · Carregueu una nova foto d'aquest monument                                              |
| Església de Sant Julià                                           |              | Romànic XI-XII                             | Estaràs Pl. de l'Església                                                    | 41° 41′ 31″ N, 1° 22′ 43″ E / 41.69188°N,1.37869°E   | IPA-25913     | Església de Sant Julià (Estaràs) · Vegeu més fotos d'aquest monument · Carregueu una nova foto d'aquest monument                                           |
| Església parroquial de Sant Jaume de Ferran                      |              | Renaixement, obra popular XVI-XVII, XIX-XX | Estaràs C. de la Plaça, 18, Ferran                                           | 41° 43′ 45″ N, 1° 23′ 49″ E / 41.72914°N,1.39681°E   | IPA-25918     | Església parroquial de Sant Jaume de Ferran (Estaràs) · Vegeu més fotos d'aquest monument · Carregueu una nova foto d'aquest monument                      |
| Església parroquial de Santa Maria Magdalena de Vergós Guerrejat |              | Barroc XVII-XVIII, XIX-XX                  | Estaràs Pl. del Castell, Vergós Guerrejat                                    | 41° 40′ 36″ N, 1° 21′ 11″ E / 41.67663°N,1.35315°E   | IPA-25921     | Església parroquial de Santa Maria Magdalena de Vergós Guerrejat (Estaràs) · Vegeu més fotos d'aquest monument · Carregueu una nova foto d'aquest monument |
| Església Vella de Santa Maria de Gàver                           |              | Romànic, gòtic XI-XII, XIII-XV, XIX-XX     | Estaràs Camí de l'Església, a pocs metres de la torre de Gàver               | 41° 41′ 17″ N, 1° 23′ 36″ E / 41.68819°N,1.39346°E   | IPA-25924     | Església Vella de Santa Maria de Gàver (Estaràs) · Vegeu més fotos d'aquest monument · Carregueu una nova foto d'aquest monument                           |
| Torre de Gàver                                                   |              | Romànic XI-XII                             | Estaràs Camí de l'Església, a pocs metres de l'església vella de Santa Maria | 41° 41′ 18″ N, 1° 23′ 35″ E / 41.6883°N,1.39312°E    | IPA-25926     | Torre de Gàver (Estaràs) · Vegeu més fotos d'aquest monument · Carregueu una nova foto d'aquest monument                                                   |
| Molí del Majà                                                    |              | Obra popular XIX-XX                        | Estaràs Gàver                                                                | 41° 41′ 17″ N, 1° 23′ 09″ E / 41.68798°N,1.38572°E   | IPA-25928     | Molí del Majà (Estaràs) · Vegeu més fotos d'aquest monument · Carregueu una nova foto d'aquest monument                                                    |
| Església de Sant Jordi                                           |              | Romànic, obra popular XI-XII, XVIII        | Estaràs Pl. de l'Església, Alta-riba                                         | 41° 42′ 42″ N, 1° 21′ 56″ E / 41.7117°N,1.36554°E    | IPA-31103     | Església de Sant Jordi (Estaràs) · Vegeu més fotos d'aquest monument · Carregueu una nova foto d'aquest monument                                           |
| Torre de Rubió de Cervera, o Torre de Ferragut                   |              | Romànic XI                                 | Estaràs Al costat del fondo de Ferragut, prop del mas Vila, Gàver            | 41° 40′ 56″ N, 1° 22′ 44″ E / 41.682350°N,1.378995°E | IPA-31146     | Torre de Rubió de Cervera (Estaràs) · Vegeu més fotos d'aquest monument · Carregueu una nova foto d'aquest monument                                        |
| Església de Sant Pere de Mejanell                                |              | Romànic XII-XIII, XIX-XX                   | Estaràs Malacara                                                             | 41° 43′ 32″ N, 1° 22′ 56″ E / 41.72567°N,1.38234°E   | IPA-31200     | Església de Sant Pere de Mejanell (Estaràs) · Vegeu més fotos d'aquest monument · Carregueu una nova foto d'aquest monument                                |
| Nucli de Malacara, o Castell de Malacara                         |              | Gòtic, obra popular XIV-XV, XVII-XX        | Estaràs Camí al costat de la bàscula del poble de Ferran                     | 41° 43′ 05″ N, 1° 23′ 20″ E / 41.71808°N,1.38891°E   | IPA-31203     | Nucli de Malacara (Estaràs) · Vegeu més fotos d'aquest monument · Carregueu una nova foto d'aquest monument                                                |
| Pou Vell                                                         |              | Obra popular XIX-XX                        | Estaràs Camí dels Horts, Ferran                                              | 41° 43′ 39″ N, 1° 23′ 42″ E / 41.727568°N,1.395025°E | IPA-33218     | Pou Vell (Estaràs) · Vegeu més fotos d'aquest monument · Carregueu una nova foto d'aquest monument                                                         |
| Cal Ricardo                                                      |              | Neoclassicisme, obra popular XVIII-XX      | Estaràs C. Major, 21, Ferran                                                 | 41° 43′ 44″ N, 1° 23′ 49″ E / 41.728957°N,1.396867°E | IPA-33219     | Cal Ricardo (Estaràs) · Vegeu més fotos d'aquest monument · Carregueu una nova foto d'aquest monument                                                      |
| Cal Guim                                                         |              | Obra popular XV-XVI, XVIII-XIX, XX         | Estaràs C. Voltes, 21, Ferran                                                | 41° 43′ 45″ N, 1° 23′ 48″ E / 41.7292°N,1.39666°E    | IPA-33221     | Cal Guim (Estaràs) · Vegeu més fotos d'aquest monument · Carregueu una nova foto d'aquest monument                                                         |
| Creu Monumental de Vergós Guerrejat, o Creu de la Santa Missió   |              | Obra popular XX                            | Estaràs Pl. de l'Església, Vergós Guerrejat                                  | 41° 40′ 36″ N, 1° 21′ 12″ E / 41.6766°N,1.35347°E    | IPA-33223     | Creu Monumental de Vergós Guerrejat (Estaràs) · Vegeu més fotos d'aquest monument · Carregueu una nova foto d'aquest monument                              |
| Forn de Pa de Vergós Guerrejat                                   |              | Obra popular XII, XIX-XX                   | Estaràs Pl. del Forn, 13, Vergós Guerrejat                                   | 41° 40′ 34″ N, 1° 21′ 12″ E / 41.67613°N,1.35339°E   | IPA-33225     | Forn de Pa de Vergós Guerrejat (Estaràs) · Vegeu més fotos d'aquest monument · Carregueu una nova foto d'aquest monument                                   |
| Nova església parroquial de Santa Maria de Gàver                 |              | Darreres tendències XX Mitjan              | Estaràs Gàver                                                                | 41° 41′ 17″ N, 1° 23′ 22″ E / 41.68795°N,1.38941°E   | IPA-33227     | Nova església parroquial de Santa Maria de Gàver (Estaràs) · Vegeu més fotos d'aquest monument · Carregueu una nova foto d'aquest monument                 |
| Cal Salat                                                        |              | Obra popular XVIII, XVI                    | Estaràs A tocar de la carretera LV-1005, Gàver                               | 41° 41′ 13″ N, 1° 23′ 28″ E / 41.686895°N,1.391052°E | IPA-33229     | Cal Salat de Gàver (Estaràs) · Vegeu més fotos d'aquest monument · Carregueu una nova foto d'aquest monument                                               |
| Cal Torné                                                        |              | Obra popular XX Inici                      | Estaràs Pl. Major                                                            | 41° 41′ 29″ N, 1° 22′ 41″ E / 41.691496°N,1.378178°E | IPA-35726     | Cal Torné (Estaràs) · Vegeu més fotos d'aquest monument · Carregueu una nova foto d'aquest monument                                                        |
| Can Salat                                                        |              | Noucentisme, obra popular XIX              | Estaràs C. Església (ensorrat i reedificat)                                  | 41° 41′ 31″ N, 1° 22′ 43″ E / 41.691915°N,1.378484°E | IPA-36731     | Carregueu una nova foto d'aquest monument |

## Granyanella
| Monument                             | Protecció   | Estil/època                     | Localització                                                                | Coordenades                                          | Codi?         | Imatge |
| ------------------------------------ | ----------- | ------------------------------- | --------------------------------------------------------------------------- | ---------------------------------------------------- | ------------- | --- |
| Castell de Granyanella               | BCIN 919-MH | Romànic, obra popular XI, XX    | Granyanella C. del Castell                                                  | 41° 38′ 55″ N, 1° 13′ 23″ E / 41.648615°N,1.222953°E | RI-51-0006339 | Castell de Granyanella · Vegeu més fotos d'aquest monument · Carregueu una nova foto d'aquest monument                             |
| Castell de la Curullada              | BCIN 920-MH | Romànic XI, XVII, XXI           | Granyanella Pl. del Castell, la Curullada                                   | 41° 39′ 56″ N, 1° 13′ 37″ E / 41.665665°N,1.227080°E | RI-51-0006340 | Castell de la Curullada (Granyanella) · Vegeu més fotos d'aquest monument · Carregueu una nova foto d'aquest monument              |
| Castell de Fonolleres                | BCIN 921-MH | Romànic XI, XVI, XX Inici       | Granyanella Pl. del Castell, Fonolleres                                     | 41° 39′ 29″ N, 1° 12′ 10″ E / 41.658026°N,1.202682°E | RI-51-0006341 | Castell de Fonolleres (Granyanella) · Vegeu més fotos d'aquest monument · Carregueu una nova foto d'aquest monument                |
| Torre Saportella, o Molí de la Torre | BCIN 922-MH | Gòtic, renaixement XIV, XVI-XX  | Granyanella                                                                 | 41° 39′ 29″ N, 1° 12′ 44″ E / 41.658084°N,1.212168°E | RI-51-0006342 | Torre Saportella (Granyanella) · Vegeu més fotos d'aquest monument · Carregueu una nova foto d'aquest monument                     |
| Molí del Fosses                      |             | Obra popular XVIII-XX           | Granyanella Dreta del riu Ondara                                            | 41° 39′ 39″ N, 1° 14′ 19″ E / 41.660718°N,1.238684°E | IPA-25910     | Molí del Fosses (Granyanella) · Vegeu més fotos d'aquest monument · Carregueu una nova foto d'aquest monument                      |
| Església parroquial de Sant Salvador |             | Romànic, barroc XII, XVIII, XIX | Granyanella Pl. de l'Església                                               | 41° 38′ 56″ N, 1° 13′ 28″ E / 41.64879°N,1.22454°E   | IPA-25930     | Església parroquial de Sant Salvador (Granyanella) · Vegeu més fotos d'aquest monument · Carregueu una nova foto d'aquest monument |
| Església parroquial de Santa Maria   |             | Romànic, barroc XI, XVII        | Granyanella Pl. de l'Església, Fonolleres                                   | 41° 39′ 28″ N, 1° 12′ 09″ E / 41.65774°N,1.20259°E   | IPA-25935     | Església parroquial de Santa Maria (Granyanella) · Vegeu més fotos d'aquest monument · Carregueu una nova foto d'aquest monument   |
| Ca l'Obach                           |             | Obra popular XVIII              | Granyanella C. Assumpció, 13, Fonolleres                                    | 41° 39′ 28″ N, 1° 12′ 10″ E / 41.65767°N,1.2029°E    | IPA-25936     | Ca l'Obach (Granyanella) · Vegeu més fotos d'aquest monument · Carregueu una nova foto d'aquest monument                           |
| Portal de la Vila Closa              |             | Romànic XI                      | Granyanella C. Major                                                        | 41° 38′ 53″ N, 1° 13′ 24″ E / 41.64812°N,1.22333°E   | IPA-25937     | Portal de la Vila Closa (Granyanella) · Vegeu més fotos d'aquest monument · Carregueu una nova foto d'aquest monument              |
| Cal Pastor                           |             | Obra popular XVII               | Granyanella C. Major, 4, la Curullada                                       | 41° 39′ 56″ N, 1° 13′ 40″ E / 41.66548°N,1.22772°E   | IPA-25939     | Cal Pastor (Granyanella) · Vegeu més fotos d'aquest monument · Carregueu una nova foto d'aquest monument                           |
| Església parroquial de Sant Pere     |             | Barroc XVII                     | Granyanella C. Pujada de l'Església, la Curullada                           | 41° 39′ 57″ N, 1° 13′ 37″ E / 41.66583°N,1.22705°E   | IPA-25940     | Església parroquial de Sant Pere (Granyanella) · Vegeu més fotos d'aquest monument · Carregueu una nova foto d'aquest monument     |
| Església de Sant Pau de Tordera      |             | Barroc XVIII, XX                | Granyanella C. de l'Església, Tordera                                       | 41° 40′ 46″ N, 1° 13′ 22″ E / 41.67946°N,1.22284°E   | IPA-25945     | Església de Sant Pau de Tordera (Granyanella) · Vegeu més fotos d'aquest monument · Carregueu una nova foto d'aquest monument      |
| Plaça General Güell                  |             | Obra popular XIV, XV, XVIII     | Granyanella Pl. General Guell, Tordera                                      | 41° 40′ 45″ N, 1° 13′ 22″ E / 41.67924°N,1.22287°E   | IPA-25946     | Plaça General Güell (Granyanella) · Vegeu més fotos d'aquest monument · Carregueu una nova foto d'aquest monument                  |
| Molí de Sant Pere                    |             | Obra popular XVIII-XX           | Granyanella Al camí de Cervera direcció Tàrrega, a 3 km a l'esquerra        | 41° 39′ 32″ N, 1° 13′ 30″ E / 41.65882°N,1.2251°E    | IPA-25948     | Molí de Sant Pere (Granyanella) · Vegeu més fotos d'aquest monument · Carregueu una nova foto d'aquest monument                    |
| Molí de Fonolleres                   |             | Obra popular XVIII-XX           | Granyanella Fonolleres, als afores                                          | 41° 39′ 19″ N, 1° 12′ 02″ E / 41.65526°N,1.20066°E   | IPA-25950     | Molí de Fonolleres (Granyanella) · Vegeu més fotos d'aquest monument · Carregueu una nova foto d'aquest monument                   |
| Molí de la Móra                      |             | Obra popular XVIII-XX           | Granyanella Al costat del nucli de la Móra                                  | 41° 39′ 05″ N, 1° 11′ 35″ E / 41.65135°N,1.19316°E   | IPA-25951     | Molí de la Móra (Granyanella) · Vegeu més fotos d'aquest monument · Carregueu una nova foto d'aquest monument                      |
| Església de Sant Jaume de la Móra    |             | Romànic, barroc XII, XVII       | Granyanella Pl. del Castell, la Móra                                        | 41° 39′ 03″ N, 1° 11′ 35″ E / 41.65079°N,1.19314°E   | IPA-35659     | Església de Sant Jaume de la Móra (Granyanella) · Vegeu més fotos d'aquest monument · Carregueu una nova foto d'aquest monument    |
| Creu Commemorativa de la Curullada   |             | Obra popular XX Mitjan          | Granyanella Pla de la Creu, la Curullada                                    | 41° 40′ 02″ N, 1° 13′ 39″ E / 41.667361°N,1.227614°E | IPA-35660     | Creu Commemorativa de la Curullada (Granyanella) · Vegeu més fotos d'aquest monument · Carregueu una nova foto d'aquest monument   |
| Castell de la Móra                   |             | Gòtic XIV                       | Granyanella C. del Castell, la Móra                                         | 41° 39′ 01″ N, 1° 11′ 38″ E / 41.65032°N,1.19392°E   | IPA-35661     | Castell de la Móra (Granyanella) · Vegeu més fotos d'aquest monument · Carregueu una nova foto d'aquest monument                   |
| Cal Claries                          |             | Obra popular XVI                | Granyanella C. St. Jaume, la Móra                                           | 41° 39′ 01″ N, 1° 11′ 36″ E / 41.65028°N,1.19332°E   | IPA-35662     | Cal Claries (Granyanella) · Vegeu més fotos d'aquest monument · Carregueu una nova foto d'aquest monument                          |
| Cal Pascual                          |             | Obra popular XVIII              | Granyanella Pl. Catalunya, 2, Fonolleres                                    | 41° 39′ 27″ N, 1° 12′ 09″ E / 41.657405°N,1.202430°E | IPA-35663     | Cal Pascual (Granyanella) · Vegeu més fotos d'aquest monument · Carregueu una nova foto d'aquest monument                          |
| Cal Delgado                          |             | Obra popular XVIII              | Granyanella C. del Forn, 5, la Curullada                                    | 41° 39′ 56″ N, 1° 13′ 38″ E / 41.665585°N,1.227301°E | IPA-35664     | Cal Delgado (Granyanella) · Vegeu més fotos d'aquest monument · Carregueu una nova foto d'aquest monument                          |
| Estela funerària                     |             | Romànic XI                      | Granyanella Pl. de l'Església, la Móra                                      | 41° 39′ 02″ N, 1° 11′ 35″ E / 41.65069°N,1.19312°E   | IPA-35960     | Estela funerària (Granyanella) · Vegeu més fotos d'aquest monument · Carregueu una nova foto d'aquest monument                     |
| El Molinot                           |             | Obra popular XVIII-XX           | Granyanella Esquerra del riu Ondara, prop del poble de la Móra (enderrocat) |                                                      | IPA-37108     | Carregueu una nova foto d'aquest monument                                                                                          |

## Granyena de Segarra
Vegeu la llista de monuments de Granyena de Segarra

## Guissona
Vegeu la llista de monuments de Guissona

## Ivorra
| Monument                                                    | Protecció   | Estil/època                       | Localització                                                                         | Coordenades                                          | Codi?         | Imatge |
| ----------------------------------------------------------- | ----------- | --------------------------------- | ------------------------------------------------------------------------------------ | ---------------------------------------------------- | ------------- | --- |
| Castell d'Ivorra, o Torre del Moro                          | BCIN 950-MH | Romànic XI                        | Ivorra C. de la Torre                                                                | 41° 46′ 18″ N, 1° 23′ 44″ E / 41.771742°N,1.395448°E | RI-51-0006361 | Castell d'Ivorra (Ivorra) · Vegeu més fotos d'aquest monument · Carregueu una nova foto d'aquest monument                   |
| Església de Sant Cugat                                      | BCIL 2008   | Barroc XVIII                      | Ivorra Pl. de l'Església                                                             | 41° 46′ 18″ N, 1° 23′ 45″ E / 41.771626°N,1.395789°E | IPA-26030     | Església de Sant Cugat (Ivorra) · Vegeu més fotos d'aquest monument · Carregueu una nova foto d'aquest monument             |
| Santuari de Santa Maria d'Ivorra, o Santuari del Sant Dubte |             | Barroc XVII, XVIII                | Ivorra Direcció Ivorra, després del km 5 de la LV-3003 a mà dreta, per una pista     | 41° 46′ 00″ N, 1° 23′ 16″ E / 41.766730°N,1.387737°E | IPA-26031     | Santuari de Santa Maria d'Ivorra (Ivorra) · Vegeu més fotos d'aquest monument · Carregueu una nova foto d'aquest monument   |
| Cal Nuix, o Cal Carlà                                       |             | Obra popular XVII                 | Ivorra C. Major, 12                                                                  | 41° 46′ 19″ N, 1° 23′ 44″ E / 41.772062°N,1.395418°E | IPA-26034     | Cal Nuix (Ivorra) · Vegeu més fotos d'aquest monument · Carregueu una nova foto d'aquest monument                           |
| Molí del Paredador, o Molí Blanc                            |             | Obra popular XIV, XIX             | Ivorra A uns 400 m després del km 5 de la LV-3003, a la dreta                        | 41° 46′ 13″ N, 1° 23′ 24″ E / 41.770292°N,1.389982°E | IPA-26035     | Molí del Paredador (Ivorra) · Vegeu més fotos d'aquest monument · Carregueu una nova foto d'aquest monument                 |
| Molí Gros, o Molí de la Gual                                |             | Obra popular XII, XIX             | Ivorra Direcció Torà, a 800 m després del km 5 de la LV-3003, a la dreta             | 41° 46′ 19″ N, 1° 23′ 27″ E / 41.772068°N,1.390862°E | IPA-26036     | Carregueu una nova foto d'aquest monument                                                                                   |
| Molí del Nuix, o Molí de la Farinera                        |             | Obra popular XIV, XX Inici        | Ivorra A la carretera direcció Torà, uns 800 m després del desviament d'Ivorra       | 41° 46′ 52″ N, 1° 23′ 33″ E / 41.781104°N,1.392615°E | IPA-26037     | Molí del Nuix (Ivorra) · Vegeu més fotos d'aquest monument · Carregueu una nova foto d'aquest monument                      |
| Molí del Tarruella, o Molí Fondo                            |             | Obra popular XVII-XIX             | Ivorra Direcció Torà per la LV-3003, al km 6 a l'esquerra                            | 41° 46′ 58″ N, 1° 23′ 34″ E / 41.782868°N,1.392890°E | IPA-26038     | Molí del Tarruella (Ivorra) · Vegeu més fotos d'aquest monument · Carregueu una nova foto d'aquest monument                 |
| Molí del Vinyes                                             |             | Obra popular XVIII-XIX            | Ivorra Direcció Torà, a 800 m després del km 5 de la LV-3003, a la dreta             | 41° 46′ 31″ N, 1° 23′ 27″ E / 41.775148°N,1.390728°E | IPA-26039     | Molí del Vinyes (Ivorra) · Vegeu més fotos d'aquest monument · Carregueu una nova foto d'aquest monument                    |
| Hostalets                                                   |             | Obra popular XVIII-XIX            | Ivorra Situat a la cruïlla amb el camí de Vicfred                                    | 41° 45′ 38″ N, 1° 22′ 49″ E / 41.760667°N,1.380227°E | IPA-35694     | Hostalets (Ivorra) · Vegeu més fotos d'aquest monument · Carregueu una nova foto d'aquest monument                          |
| Portal de Cal Millàs                                        |             | Obra popular XVI-XVII             | Ivorra C. Major                                                                      | 41° 46′ 19″ N, 1° 23′ 40″ E / 41.772004°N,1.394541°E | IPA-35695     | Portal de Cal Millàs (Ivorra) · Vegeu més fotos d'aquest monument · Carregueu una nova foto d'aquest monument               |
| Portal de Cal Reart                                         |             | Romànic XI-XII                    | Ivorra C. Major                                                                      | 41° 46′ 19″ N, 1° 23′ 41″ E / 41.772014°N,1.394607°E | IPA-35696     | Portal de Cal Reart (Ivorra) · Vegeu més fotos d'aquest monument · Carregueu una nova foto d'aquest monument                |
| Ca l'Isidre, o Casa Camats                                  |             | Obra popular XVI-XVII             | Ivorra Travessia Major, 17                                                           | 41° 46′ 20″ N, 1° 23′ 43″ E / 41.772238°N,1.395167°E | IPA-35697     | Ca l'Isidre (Ivorra) · Vegeu més fotos d'aquest monument · Carregueu una nova foto d'aquest monument                        |
| Font de la Figuera                                          |             | Obra popular XVIII                | Ivorra A l'antic accés al poble, a 200 m abans d'arribar a la cruïlla amb la LV-3004 | 41° 46′ 09″ N, 1° 23′ 21″ E / 41.769251°N,1.389109°E | IPA-35698     | Font de la Figuera (Ivorra) · Vegeu més fotos d'aquest monument · Carregueu una nova foto d'aquest monument                 |
| Font de la Vila                                             |             | Obra popular XIX-XX               | Ivorra Després de la cruïlla cap al nucli urbà, a uns 700 m a la dreta               | 41° 46′ 05″ N, 1° 23′ 50″ E / 41.767983°N,1.397133°E | IPA-35699     | Font de la Vila (Ivorra) · Vegeu més fotos d'aquest monument · Carregueu una nova foto d'aquest monument                    |
| Fonts de Santa Maria                                        |             | Obra popular XVIII                | Ivorra Al km 5 de la LV-3003, el camí que porta al santuari                          | 41° 46′ 01″ N, 1° 23′ 13″ E / 41.766864°N,1.387001°E | IPA-35700     | Fonts de Santa Maria (Ivorra) · Vegeu més fotos d'aquest monument · Carregueu una nova foto d'aquest monument               |
| Creu de la Santa Missió d'Ivorra                            |             | Obra popular XX Final             | Ivorra Pl. Major                                                                     | 41° 46′ 19″ N, 1° 23′ 46″ E / 41.772043°N,1.396044°E | IPA-35701     | Creu de la Santa Missió d'Ivorra · Vegeu més fotos d'aquest monument · Carregueu una nova foto d'aquest monument            |
| Cabana de volta del Cunyé de Viver                          |             | Obra popular XIX-XX               | Ivorra Direcció a Ivorra per la LV-3003 a la dreta                                   | 41° 45′ 19″ N, 1° 23′ 08″ E / 41.755230°N,1.385602°E | IPA-35702     | Cabana de volta del Cunyé de Viver (Ivorra) · Vegeu més fotos d'aquest monument · Carregueu una nova foto d'aquest monument |
| Cal Millàs                                                  |             | Gòtic, obra popular XIV-XV, XVIII | Ivorra C. Major, 2                                                                   | 41° 46′ 19″ N, 1° 23′ 40″ E / 41.771879°N,1.394580°E | IPA-35703     | Cal Millàs (Ivorra) · Vegeu més fotos d'aquest monument · Carregueu una nova foto d'aquest monument                         |
| Pont del Molins                                             |             | Obra popular XX Inici             | Ivorra Direcció Torà, després del km 6 a mà dreta                                    | 41° 46′ 25″ N, 1° 23′ 28″ E / 41.773517°N,1.390973°E | IPA-35704     | Pont del Molins (Ivorra) · Vegeu més fotos d'aquest monument · Carregueu una nova foto d'aquest monument                    |
| Cisterna del Castell                                        |             | Obra popular XIII, XX             | Ivorra Pl. Major                                                                     | 41° 46′ 19″ N, 1° 23′ 45″ E / 41.771935°N,1.395723°E | IPA-35705     | Cisterna del Castell (Ivorra) · Vegeu més fotos d'aquest monument · Carregueu una nova foto d'aquest monument               |
| Fàbrica de Ciment                                           |             | Obra popular XIX, XX              | Ivorra Direcció Tora, a 1,1 km de la cruïlla amb Ivorra                              | 41° 46′ 50″ N, 1° 23′ 35″ E / 41.780596°N,1.393043°E | IPA-35706     | Fàbrica de Ciment (Ivorra) · Vegeu més fotos d'aquest monument · Carregueu una nova foto d'aquest monument                  |
| Cal Salvadoret, o Cal Rull                                  |             | Barroc XVIII                      | Ivorra C. Eres, 3                                                                    | 41° 46′ 17″ N, 1° 23′ 46″ E / 41.771381°N,1.395982°E | IPA-35707     | Cal Salvadoret (Ivorra) · Vegeu més fotos d'aquest monument · Carregueu una nova foto d'aquest monument                     |
| Casalot de la Morera, o Fortí de la Morera, el Cabalot      | BCIL 2011   | Obra popular XIX                  | Ivorra                                                                               | 41° 47′ 54″ N, 1° 24′ 07″ E / 41.798373°N,1.402069°E | IPA-40167     | Casalot de la Morera (Ivorra) · Vegeu més fotos d'aquest monument · Carregueu una nova foto d'aquest monument               |

## Massoteres
| Monument                                                                          | Protecció       | Estil/època                 | Localització                                                       | Coordenades                                          | Codi?         | Imatge |
| --------------------------------------------------------------------------------- | --------------- | --------------------------- | ------------------------------------------------------------------ | ---------------------------------------------------- | ------------- | --- |
| Torre del Castell de Talteüll, o Torre dels Moros                                 | BCIN 1038-MH    | Romànic XI                  | Massoteres C. Major, Talteüll                                      | 41° 49′ 10″ N, 1° 19′ 42″ E / 41.819384°N,1.328340°E | RI-51-0006388 | Torre del Castell de Talteüll (Massoteres) · Vegeu més fotos d'aquest monument · Carregueu una nova foto d'aquest monument           |
| Església de Sant Pere de Talteüll                                                 | BCIN 4441-MH-EN | Romànic XI, XV              | Massoteres Pl. Major, Talteüll                                     | 41° 49′ 09″ N, 1° 19′ 43″ E / 41.819112°N,1.328581°E | IPA-19838     | Església de Sant Pere de Talteüll (Massoteres) · Vegeu més fotos d'aquest monument · Carregueu una nova foto d'aquest monument       |
| Antic Forn de Pa                                                                  | BCIL 2001       | Obra popular XVIII          | Massoteres C. Major, Palouet                                       | 41° 47′ 49″ N, 1° 21′ 25″ E / 41.796920°N,1.357036°E | IPA-19844     | Antic Forn de Pa (Massoteres) · Vegeu més fotos d'aquest monument · Carregueu una nova foto d'aquest monument                        |
| Església parroquial de Sant Salvador de Massoteres                                | BCIL 2010       | Barroc XVIII                | Massoteres Pl. Diputació                                           | 41° 47′ 52″ N, 1° 18′ 39″ E / 41.797668°N,1.310810°E | IPA-26040     | Església parroquial de Sant Salvador (Massoteres) · Vegeu més fotos d'aquest monument · Carregueu una nova foto d'aquest monument    |
| Cal Pintor, o Restaurant Can Massoteres                                           | BCIL 2010       | Obra popular XVI            | Massoteres C. Principal, 49                                        | 41° 47′ 52″ N, 1° 18′ 40″ E / 41.797801°N,1.311216°E | IPA-26041     | Cal Pintor (Massoteres) · Vegeu més fotos d'aquest monument · Carregueu una nova foto d'aquest monument                              |
| Cal Soler                                                                         | BCIL            | Obra popular XV-XVI         | Massoteres C. Principal, 11                                        | 41° 47′ 53″ N, 1° 18′ 38″ E / 41.798081°N,1.310661°E | IPA-26042     | Cal Soler (Massoteres) · Vegeu més fotos d'aquest monument · Carregueu una nova foto d'aquest monument                               |
| Església de Sant Jaume de Palouet                                                 | BCIL 2010       | Romànic XII                 | Massoteres Pl. l'Església, Palouet                                 | 41° 47′ 48″ N, 1° 21′ 26″ E / 41.796572°N,1.357225°E | IPA-26044     | Església de Sant Jaume de Palouet (Massoteres) · Vegeu més fotos d'aquest monument · Carregueu una nova foto d'aquest monument       |
| Santuari de la Mare de Déu de Camp-real, o Ermita de la Mare de Déu del Camp-real | BCIL 2010       | Obra popular XIV-XV, XX     | Massoteres Passat el Bonàrea Golf de Guissona, 300 metres pel camí | 41° 48′ 23″ N, 1° 19′ 11″ E / 41.806259°N,1.319631°E | IPA-31115     | Santuari de la Mare de Déu de Camp-real (Massoteres) · Vegeu més fotos d'aquest monument · Carregueu una nova foto d'aquest monument |
| Ermita de Sant Simeó                                                              | BCIL 2010       | Romànic XI                  | Massoteres C. Cementiri                                            | 41° 47′ 49″ N, 1° 18′ 41″ E / 41.797060°N,1.311392°E | IPA-31119     | Ermita de Sant Simeó (Massoteres) · Vegeu més fotos d'aquest monument · Carregueu una nova foto d'aquest monument                    |
| Creu de terme                                                                     |                 | Obra popular XVII-XVIII, XX | Massoteres Ctra. LV-3113, 500 metres de Massoteres i Guissona      | 41° 47′ 38″ N, 1° 18′ 21″ E / 41.793776°N,1.305840°E | IPA-34627     | Creu de terme (Massoteres) · Vegeu més fotos d'aquest monument · Carregueu una nova foto d'aquest monument                           |
| Antic Forn de Talteüll                                                            |                 | Obra popular XIX Inici      | Massoteres C. Major, Talteüll                                      | 41° 49′ 10″ N, 1° 19′ 43″ E / 41.819342°N,1.328494°E | IPA-34628     | Antic Forn de Talteüll (Massoteres) · Vegeu més fotos d'aquest monument · Carregueu una nova foto d'aquest monument                  |
| Cal Comorera                                                                      |                 | Obra popular XVII           | Massoteres Pl. Sant Jaume, 2, Palouet                              | 41° 47′ 48″ N, 1° 21′ 25″ E / 41.796697°N,1.357021°E | IPA-34629     | Cal Comorera (Massoteres) · Vegeu més fotos d'aquest monument · Carregueu una nova foto d'aquest monument                            |
| Cal Xuriguera                                                                     |                 | Obra popular XVII           | Massoteres Pl. Sant Jaume, 1, Palouet                              | 41° 47′ 48″ N, 1° 21′ 25″ E / 41.796679°N,1.356862°E | IPA-34630     | Cal Xuriguera de Palouet (Massoteres) · Vegeu més fotos d'aquest monument · Carregueu una nova foto d'aquest monument                |
| Edifici al carrer Principal, 2                                                    |                 | Obra popular XVIII          | Massoteres C. Principal, 2                                         | 41° 47′ 52″ N, 1° 18′ 38″ E / 41.797759°N,1.310567°E | IPA-34631     | Edifici al carrer Principal, 2 (Massoteres) · Vegeu més fotos d'aquest monument · Carregueu una nova foto d'aquest monument          |
| Cal Joan Senillosa                                                                |                 | Obra popular XVII           | Massoteres C. Principal, 3                                         | 41° 47′ 52″ N, 1° 18′ 38″ E / 41.797834°N,1.310445°E | IPA-34632     | Cal Joan Senillosa (Massoteres) · Vegeu més fotos d'aquest monument · Carregueu una nova foto d'aquest monument                      |
| Edifici a la carretera de Guissona, 4                                             |                 | Obra popular XX             | Massoteres Ctra. Guissona, 4                                       | 41° 47′ 49″ N, 1° 18′ 40″ E / 41.796853°N,1.311096°E | IPA-34633     | Edifici a la carretera de Guissona, 4 (Massoteres) · Vegeu més fotos d'aquest monument · Carregueu una nova foto d'aquest monument   |
| Font de la Puig                                                                   |                 | Obra popular XIX Mitjan     | Massoteres                                                         | 41° 47′ 59″ N, 1° 18′ 35″ E / 41.79986°N,1.30971°E   | IPA-35610     | Font de la Puig (Guissona) · Vegeu més fotos d'aquest monument · Carregueu una nova foto d'aquest monument                           |

## Montoliu de Segarra
Vegeu la llista de monuments de Montoliu de Segarra

## Montornès de Segarra
| Monument                                                             | Protecció    | Estil/època                            | Localització                                                                      | Coordenades                                          | Codi?         | Imatge |
| -------------------------------------------------------------------- | ------------ | -------------------------------------- | --------------------------------------------------------------------------------- | ---------------------------------------------------- | ------------- | --- |
| Castell de Montornès de Segarra                                      | BCIN 1099-MH | Obra popular XIV-XIX                   | Montornès de Segarra Al costat del diposit d'aigua del poble, damunt l'església   | 41° 36′ 05″ N, 1° 13′ 46″ E / 41.601403°N,1.229489°E | RI-51-0006400 | Castell de Montornès de Segarra · Vegeu més fotos d'aquest monument · Carregueu una nova foto d'aquest monument                                    |
| Cementiri Municipal                                                  | BCIL 1999    | Historicisme XIX, XX                   | Montornès de Segarra C. de la Segarra                                             | 41° 36′ 02″ N, 1° 14′ 03″ E / 41.60045°N,1.23405°E   | IPA-18350     | Cementiri Municipal (Montornès de Segarra) · Vegeu més fotos d'aquest monument · Carregueu una nova foto d'aquest monument                         |
| Església parroquial de Sant Joan de Montornès de Segarra             | BCIL 2001    | Gòtic, neoclassicisme XIV-XV, XVIII-XX | Montornès de Segarra Pl. de l'Església                                            | 41° 36′ 04″ N, 1° 13′ 46″ E / 41.60112°N,1.22935°E   | IPA-19839     | Església parroquial de Sant Joan de Montornès de Segarra · Vegeu més fotos d'aquest monument · Carregueu una nova foto d'aquest monument           |
| Nucli clos de Mas de Bondia                                          | BCIL 2010    | Gòtic tardà, obra popular XVI-XX       | Montornès de Segarra C. del Portal, Mas de Bondia                                 | 41° 36′ 19″ N, 1° 11′ 28″ E / 41.60525°N,1.19113°E   | IPA-26067     | Nucli clos de Mas de Bondia (Montornès de Segarra) · Vegeu més fotos d'aquest monument · Carregueu una nova foto d'aquest monument                 |
| Església de Sant Bartomeu del Mas de Bondia                          | BCIL         | Gòtic, barroc XIV-XV, XVIII-XIX        | Montornès de Segarra C. del Portal, 4, Mas de Bondia                              | 41° 36′ 19″ N, 1° 11′ 30″ E / 41.60532°N,1.19158°E   | IPA-26068     | Església de Sant Bartomeu del Mas de Bondia (Montornès de Segarra) · Vegeu més fotos d'aquest monument · Carregueu una nova foto d'aquest monument |
| Molí de Mas de Bondia, o Molí del Perelló, Molí de la Farina         | BCIL 2010    | Obra popular XIX-XX                    | Montornès de Segarra Mas de Bondia, ctra. LV-2101 de Montornès de Segarra a Verdú | 41° 36′ 21″ N, 1° 12′ 09″ E / 41.60579°N,1.20253°E   | IPA-26069     | Molí de Mas de Bondia (Montornès de Segarra) · Vegeu més fotos d'aquest monument · Carregueu una nova foto d'aquest monument                       |
| Creu de terme de Montornès de Segarra                                |              | Obra popular XVI-XXI                   | Montornès de Segarra Xanfrà entre el c. Sant Joan i el c. Major                   | 41° 36′ 03″ N, 1° 13′ 55″ E / 41.60071°N,1.23184°E   | IPA-31195     | Creu de terme de Montornès de Segarra · Vegeu més fotos d'aquest monument · Carregueu una nova foto d'aquest monument                              |
| Portal de Vall                                                       |              | Obra popular XIV-XX                    | Montornès de Segarra C. de Vall                                                   | 41° 36′ 03″ N, 1° 13′ 50″ E / 41.60074°N,1.23043°E   | IPA-33135     | Portal de Vall (Montornès de Segarra) · Vegeu més fotos d'aquest monument · Carregueu una nova foto d'aquest monument                              |
| Local Social de Montornès de Segarra, o Escoles Públiques de la Vila | BCIL 2008    | Noucentisme XX Inici                   | Montornès de Segarra Pl. de les Escoles                                           | 41° 36′ 02″ N, 1° 13′ 43″ E / 41.60053°N,1.22852°E   | IPA-33136     | Local Social de Montornès de Segarra · Vegeu més fotos d'aquest monument · Carregueu una nova foto d'aquest monument                               |
| Pas cobert del carrer de l'Església                                  |              | Obra popular XIV-XX                    | Montornès de Segarra C. de l'Església                                             | 41° 36′ 02″ N, 1° 13′ 46″ E / 41.60057°N,1.22958°E   | IPA-33137     | Pas cobert del carrer de l'Església (Montornès de Segarra) · Vegeu més fotos d'aquest monument · Carregueu una nova foto d'aquest monument         |
| Creu Monumental de Mas de Bondia, o Creu de la Santa Missió          |              | Obra popular XVII-XX                   | Montornès de Segarra Pl. de la Creu, Mas de Bondia                                | 41° 36′ 19″ N, 1° 11′ 31″ E / 41.60523°N,1.19203°E   | IPA-33138     | Creu Monumental de Mas de Bondia (Montornès de Segarra) · Vegeu més fotos d'aquest monument · Carregueu una nova foto d'aquest monument            |

## Les Oluges
| Monument                                         | Protecció    | Estil/època                                           | Localització                                                         | Coordenades                                          | Codi?         | Imatge |
| ------------------------------------------------ | ------------ | ----------------------------------------------------- | -------------------------------------------------------------------- | ---------------------------------------------------- | ------------- | --- |
| Castell de l'Oluja Baixa                         | BCIN 1139-MH | Gòtic-Renaixement, obra popular, gòtic tardà XVI-XVII | Les Oluges Pl. Major                                                 | 41° 41′ 50″ N, 1° 19′ 09″ E / 41.697204°N,1.319263°E | RI-51-0006413 | Castell de l'Oluja Baixa (les Oluges) · Vegeu més fotos d'aquest monument · Carregueu una nova foto d'aquest monument                    |
| Torre de defensa                                 | BCIN 1140-MH | Romànic XI-XII                                        | Les Oluges Partida del Molí de Vent, a l'oest de les Oluges          | 41° 41′ 55″ N, 1° 18′ 56″ E / 41.698710°N,1.315658°E | RI-51-0006414 | Torre de defensa (les Oluges) · Vegeu més fotos d'aquest monument · Carregueu una nova foto d'aquest monument                            |
| Recinte de Montfalcó Murallat                    | BCIN 1141-MH | Obra popular XI-XIII                                  | Les Oluges C. Rodó, Montfalcó Murallat                               | 41° 41′ 19″ N, 1° 20′ 23″ E / 41.688711°N,1.339706°E | RI-51-0006415 | Recinte de Montfalcó Murallat (les Oluges) · Vegeu més fotos d'aquest monument · Carregueu una nova foto d'aquest monument               |
| Casa Senyorial de Santa Fe                       | BCIN 1142-MH | Romànic, barroc XII, XVIII                            | Les Oluges Pl. de les Armes - c. del Castell, Santa Fe               | 41° 42′ 00″ N, 1° 21′ 48″ E / 41.69995°N,1.36342°E   | RI-51-0006416 | Casa Senyorial de Santa Fe (les Oluges) · Vegeu més fotos d'aquest monument · Carregueu una nova foto d'aquest monument                  |
| Vila Closa de Santa Fe                           |              | Romànic XII                                           | Les Oluges Santa Fe                                                  | 41° 41′ 58″ N, 1° 21′ 49″ E / 41.699512°N,1.363668°E | IPA-1262      | Vila Closa de Santa Fe (les Oluges) · Vegeu més fotos d'aquest monument · Carregueu una nova foto d'aquest monument                      |
| Església parroquial de Santa Maria de les Oluges | BCIL 2002    | Barroc, romànic, neoclassicisme XVIII                 | Les Oluges Pl. del Pare Cortadellas                                  | 41° 41′ 51″ N, 1° 19′ 08″ E / 41.69752°N,1.31897°E   | IPA-21210     | Església parroquial de Santa Maria de les Oluges · Vegeu més fotos d'aquest monument · Carregueu una nova foto d'aquest monument         |
| Església de Sant Pere de Santa Fe                | BCIL 2002    | Romànic, barroc XII, XVIII                            | Les Oluges C. de l'Església                                          | 41° 41′ 56″ N, 1° 21′ 47″ E / 41.69893°N,1.36307°E   | IPA-21211     | Església de Sant Pere de Santa Fe (les Oluges) · Vegeu més fotos d'aquest monument · Carregueu una nova foto d'aquest monument           |
| Església de Sant Pere de Montfalcó Murallat      | BCIL 2002    | Romànic, gòtic tardà XII, XVI                         | Les Oluges Pl. de l'Església, Montfalcó Murallat                     | 41° 41′ 20″ N, 1° 20′ 25″ E / 41.68876°N,1.34018°E   | IPA-21212     | Església de Sant Pere de Montfalcó Murallat (les Oluges) · Vegeu més fotos d'aquest monument · Carregueu una nova foto d'aquest monument |
| Capella de Santa Engràcia                        | BCIL 2010    | Obra popular XVIII, XX                                | Les Oluges A l'entrada del poble, a la part baixa                    | 41° 41′ 44″ N, 1° 19′ 16″ E / 41.69568°N,1.32124°E   | IPA-26073     | Capella de Santa Engràcia (les Oluges) · Vegeu més fotos d'aquest monument · Carregueu una nova foto d'aquest monument                   |
| Carrer Rodó de Montfalcó Murallat                | BCIL 2010    | XII                                                   | Les Oluges C. Rodó, Moltfalcó Murallat                               | 41° 41′ 20″ N, 1° 20′ 23″ E / 41.688824°N,1.339605°E | IPA-26076     | Carrer Rodó de Montfalcó Murallat (les Oluges) · Vegeu més fotos d'aquest monument · Carregueu una nova foto d'aquest monument           |
| Cal Balcells                                     | BCIL 2010    | Obra popular XIX-XX                                   | Les Oluges C. del Portal, Santa Fe                                   | 41° 41′ 58″ N, 1° 21′ 48″ E / 41.69934°N,1.36347°E   | IPA-26079     | Cal Balcells (les Oluges) · Vegeu més fotos d'aquest monument · Carregueu una nova foto d'aquest monument                                |
| Cal Sastre                                       |              | Obra popular XVIII                                    | Les Oluges Pl. Major, 18, Santa Fe                                   | 41° 41′ 58″ N, 1° 21′ 50″ E / 41.69936°N,1.36377°E   | IPA-26080     | Cal Sastre (les Oluges) · Vegeu més fotos d'aquest monument · Carregueu una nova foto d'aquest monument                                  |
| El Molinot, Molí de Santa Fe o Molí de Majà      | BCIL 2010    | Romànic, obra popular XII, XX Inici                   | Les Oluges Ctra. d'Estaràs, Santa Fe                                 | 41° 41′ 40″ N, 1° 21′ 27″ E / 41.6945°N,1.35752°E    | IPA-26081     | El Molinot (les Oluges) · Vegeu més fotos d'aquest monument · Carregueu una nova foto d'aquest monument                                  |
| El Molí del Castell                              | BCIL 2010    | Obra popular XVIII-XX                                 | Les Oluges Dreta del riu Sió, camí en direcció a Castellnou d'Oluges | 41° 41′ 49″ N, 1° 18′ 31″ E / 41.69707°N,1.30867°E   | IPA-26082     | El Molí del Castell (les Oluges) · Vegeu més fotos d'aquest monument · Carregueu una nova foto d'aquest monument                         |
| Sant Jaume de Montfalcó                          | BCIL 2010    | Romànic XII                                           | Les Oluges Pla de Sant Jaume, Montfalcó Murallat                     | 41° 41′ 01″ N, 1° 19′ 51″ E / 41.683487°N,1.330703°E | IPA-31101     | Carregueu una nova foto d'aquest monument                                                                                                |
| Creu de la Santa Missió                          |              | Obra popular XVIII, XX                                | Les Oluges C. de la Creu, Santa Fe                                   | 41° 41′ 55″ N, 1° 21′ 49″ E / 41.69864°N,1.36355°E   | IPA-32976     | Creu de la Santa Missió (les Oluges) · Vegeu més fotos d'aquest monument · Carregueu una nova foto d'aquest monument                     |
| Cal Sorribes                                     |              | Obra popular XX                                       | Les Oluges C. del Portal, Santa Fe                                   | 41° 41′ 58″ N, 1° 21′ 49″ E / 41.69952°N,1.36348°E   | IPA-32993     | Cal Sorribes (les Oluges) · Vegeu més fotos d'aquest monument · Carregueu una nova foto d'aquest monument                                |
| Castell de l'Oluja Alta                          |              | Obra popular X-XI, XIX                                | Les Oluges Pl. del Castell                                           | 41° 41′ 51″ N, 1° 19′ 17″ E / 41.69755°N,1.32149°E   | IPA-33232     | Castell de l'Oluja Alta (les Oluges) · Vegeu més fotos d'aquest monument · Carregueu una nova foto d'aquest monument                     |
| Capella de Sant Salvador                         | BCIL 2010    | Romànic X-XI                                          | Les Oluges Pl. del Castell                                           | 41° 41′ 51″ N, 1° 19′ 18″ E / 41.69744°N,1.32167°E   | IPA-33233     | Capella de Sant Salvador (les Oluges) · Vegeu més fotos d'aquest monument · Carregueu una nova foto d'aquest monument                    |
| Creu de la Santa Missió de les Oluges            |              | Obra popular XX                                       | Les Oluges A la part del darrere del castell de l'Oluja Alta         | 41° 41′ 56″ N, 1° 19′ 20″ E / 41.69877°N,1.3222°E    | IPA-33234     | Creu de la Santa Missió de les Oluges · Vegeu més fotos d'aquest monument · Carregueu una nova foto d'aquest monument                    |
| Carrer Balaguer                                  |              | Obra popular XVI                                      | Les Oluges C. Balaguer                                               | 41° 41′ 51″ N, 1° 19′ 16″ E / 41.69747°N,1.32123°E   | IPA-35918     | Carrer Balaguer (les Oluges) · Vegeu més fotos d'aquest monument · Carregueu una nova foto d'aquest monument                             |
| Abeuradors de les Oluges                         |              | Obra popular XIX                                      | Les Oluges Pl. Major                                                 | 41° 41′ 50″ N, 1° 19′ 09″ E / 41.69717°N,1.3192°E    | IPA-35962     | Abeuradors de les Oluges · Vegeu més fotos d'aquest monument · Carregueu una nova foto d'aquest monument                                 |
| Plaça de l'Església de Montfalcó                 | BCIL 2010    |                                                       | Les Oluges Pl. Església, Montfalcó Murallat                          | 41° 41′ 19″ N, 1° 20′ 23″ E / 41.68871°N,1.33971°E   | IPA-46774     | Plaça de l'Església de Montfalcó (les Oluges) · Vegeu més fotos d'aquest monument · Carregueu una nova foto d'aquest monument            |
| Torre de Santa Fe                                | BCIL 2010    |                                                       | Les Oluges Plaça, Santa Fe                                           | 41° 41′ 59″ N, 1° 21′ 44″ E / 41.69967°N,1.36225°E   | IPA-46775     | Torre de Santa Fe (les Oluges) · Vegeu més fotos d'aquest monument · Carregueu una nova foto d'aquest monument                           |
| Molí de vent de Mas Suau                         | BCIL 2010    |                                                       | Les Oluges Santa Fe                                                  |                                                      | IPA-46776     | Carregueu una nova foto d'aquest monument                                                                                                |

## Els Plans de Sió
Vegeu la llista de monuments dels Plans de Sió

## Ribera d'Ondara
Vegeu la llista de monuments de Ribera d'Ondara

## Sanaüja
Vegeu la llista de monuments de Sanaüja

## Sant Guim de Freixenet
Vegeu la llista de monuments de Sant Guim de Freixenet

## Sant Guim de la Plana
| Monument                                                    | Protecció | Estil/època                     | Localització                                               | Coordenades                                        | Codi?     | Imatge |
| ----------------------------------------------------------- | --------- | ------------------------------- | ---------------------------------------------------------- | -------------------------------------------------- | --------- | --- |
| Església parroquial de Santa Maria de Sant Guim de la Plana | BCIL 2010 | Romànic, obra popular XIII, XIX | Sant Guim de la Plana Placeta del Castell                  | 41° 45′ 46″ N, 1° 19′ 28″ E / 41.76289°N,1.32444°E | IPA-26241 | Església parroquial de Santa Maria de Sant Guim de la Plana · Vegeu més fotos d'aquest monument · Carregueu una nova foto d'aquest monument           |
| Església de Sant Esteve de Comabella                        | BCIL 2010 | Obra popular XIX                | Sant Guim de la Plana C. de l'Església, Comabella          | 41° 44′ 57″ N, 1° 20′ 42″ E / 41.74928°N,1.34496°E | IPA-26244 | Església de Sant Esteve de Comabella (Sant Guim de la Plana) · Vegeu més fotos d'aquest monument · Carregueu una nova foto d'aquest monument          |
| Església parroquial de Sant Esteve de Vicfred               | BCIL 2010 | Obra popular XVI, XIX           | Sant Guim de la Plana C. Sant Esteve, Vicfred              | 41° 46′ 23″ N, 1° 21′ 32″ E / 41.77292°N,1.35893°E | IPA-26246 | Església parroquial de Sant Esteve de Vicfred (Sant Guim de la Plana) · Vegeu més fotos d'aquest monument · Carregueu una nova foto d'aquest monument |
| Castell de Vicfred                                          |           | Romànic, barroc XI, XVI-XVII    | Sant Guim de la Plana C. del Sol Ixent, Vicfred            | 41° 46′ 25″ N, 1° 21′ 32″ E / 41.77359°N,1.35877°E | IPA-31071 | Castell de Vicfred (Sant Guim de la Plana) · Vegeu més fotos d'aquest monument · Carregueu una nova foto d'aquest monument                            |
| Castell de Sant Guim de la Plana                            |           | Romànic XII                     | Sant Guim de la Plana Placeta del Castell                  | 41° 45′ 46″ N, 1° 19′ 26″ E / 41.7627°N,1.32391°E  | IPA-35611 | Castell de Sant Guim de la Plana · Vegeu més fotos d'aquest monument · Carregueu una nova foto d'aquest monument                                      |
| Cal Farré                                                   |           | Barroc XVIII                    | Sant Guim de la Plana C. Major, 8                          | 41° 45′ 45″ N, 1° 19′ 28″ E / 41.76246°N,1.32436°E | IPA-35612 | Cal Farré (Sant Guim de la Plana) · Vegeu més fotos d'aquest monument · Carregueu una nova foto d'aquest monument                                     |
| Abeurador de Sant Guim de la Plana                          |           | Obra popular XX                 | Sant Guim de la Plana Darrera del castell en una cantonada | 41° 45′ 45″ N, 1° 19′ 26″ E / 41.76245°N,1.32388°E | IPA-35613 | Abeurador de Sant Guim de la Plana · Vegeu més fotos d'aquest monument · Carregueu una nova foto d'aquest monument                                    |

## Sant Ramon
| Monument                                                        | Protecció    | Estil/època                        | Localització                                                          | Coordenades                                           | Codi?         | Imatge |
| --------------------------------------------------------------- | ------------ | ---------------------------------- | --------------------------------------------------------------------- | ----------------------------------------------------- | ------------- | --- |
| Santuari de Sant Ramon Nonat                                    | BCIN 203-MH  | Barroc XVIII                       | Sant Ramon Av. del Santuari                                           | 41° 43′ 33″ N, 1° 22′ 09″ E / 41.725970°N,1.369140°E  | RI-51-0004424 | Santuari de Sant Ramon Nonat (Sant Ramon) · Vegeu més fotos d'aquest monument · Carregueu una nova foto d'aquest monument                      |
| Torre de guaita de Portell                                      | BCIN 393-MH  | Romànic XI                         | Sant Ramon C. de la Torre, Portell                                    | 41° 44′ 31″ N, 1° 23′ 04″ E / 41.742018°N,1.384392°E  | RI-51-0006475 | Torre de guaita de Portell (Sant Ramon) · Vegeu més fotos d'aquest monument · Carregueu una nova foto d'aquest monument                        |
| Castell de la Manresana                                         | BCIN 1538-MH | Obra popular XVI-XVII              | Sant Ramon C. Castell, la Manresana                                   | 41° 43′ 29″ N, 1° 21′ 24″ E / 41.724604°N,1.356732°E  | RI-51-0006474 | Castell de la Manresana (Sant Ramon) · Vegeu més fotos d'aquest monument · Carregueu una nova foto d'aquest monument                           |
| Castell de Gospí, o Castell de Guspí                            | BCIN 1540-MH | Romànic XI, XVI-XVII               | Sant Ramon C. Cavallers, Gospí                                        | 41° 44′ 18″ N, 1° 20′ 59″ E / 41.738389°N,1.349639°E  | RI-51-0006477 | Castell de Gospí (Sant Ramon) · Vegeu més fotos d'aquest monument · Carregueu una nova foto d'aquest monument                                  |
| Creu de terme de la Manresana                                   | BCIN 4143-MH | Barroc, obra popular XVII-XVIII    | Sant Ramon Costa de la Creu, la Manresana                             | 41° 43′ 22″ N, 1° 21′ 21″ E / 41.722723°N,1.355843°E  | IPA-35972     | Creu de terme de la Manresana (Sant Ramon) · Vegeu més fotos d'aquest monument · Carregueu una nova foto d'aquest monument                     |
| Església parroquial de Sant Martí                               |              | Romànic XI-XII, XVI-XVII           | Sant Ramon Pl. de l'Església, Gospí                                   | 41° 44′ 19″ N, 1° 21′ 01″ E / 41.73852°N,1.35016°E    | IPA-26260     | Església parroquial de Sant Martí (Sant Ramon) · Vegeu més fotos d'aquest monument · Carregueu una nova foto d'aquest monument                 |
| Capella de Sant Ramon de Portell, o Capella de Sant Ramon Nonat | BCIL 2008    | Obra popular XVII                  | Sant Ramon Portell                                                    | 41° 44′ 31″ N, 1° 23′ 02″ E / 41.74195°N,1.38375°E    | IPA-26262     | Capella de Sant Ramon del Portell (Sant Ramon) · Vegeu més fotos d'aquest monument · Carregueu una nova foto d'aquest monument                 |
| Església parroquial de Sant Jaume                               |              | Romànic, obra popular XII, XIX     | Sant Ramon Pl. de l'Església, Portell                                 | 41° 44′ 32″ N, 1° 23′ 06″ E / 41.74217°N,1.38493°E    | IPA-26263     | Església parroquial de Sant Jaume (Sant Ramon) · Vegeu més fotos d'aquest monument · Carregueu una nova foto d'aquest monument                 |
| Església parroquial de Sant Jaume de la Manresana               |              | Romànic, barroc XI-XII, XVIII      | Sant Ramon Pl. Sant Jaume, la Manresana                               | 41° 43′ 28″ N, 1° 21′ 29″ E / 41.72442°N,1.35811°E    | IPA-26265     | Església parroquial de Sant Jaume de la Manresana (Sant Ramon) · Vegeu més fotos d'aquest monument · Carregueu una nova foto d'aquest monument |
| Església parroquial de Santa Maria                              |              | Obra popular XIX                   | Sant Ramon Pl. de l'Església, Viver de Segarra                        | 41° 44′ 58″ N, 1° 22′ 02″ E / 41.74942°N,1.36731°E    | IPA-26269     | Església parroquial de Santa Maria (Sant Ramon) · Vegeu més fotos d'aquest monument · Carregueu una nova foto d'aquest monument                |
| Font de Gospí                                                   | BCIL 2004    | Obra popular XVIII, XX             | Sant Ramon C. de la Font, Gospí                                       | 41° 44′ 12″ N, 1° 20′ 56″ E / 41.73661°N,1.34902°E    | IPA-30319     | Font de Gospí (Sant Ramon) · Vegeu més fotos d'aquest monument · Carregueu una nova foto d'aquest monument                                     |
| Portal de la Manresana                                          |              | Gòtic XIV-XV                       | Sant Ramon C. Castell, la Manresana                                   | 41° 43′ 28″ N, 1° 21′ 28″ E / 41.72456°N,1.35765°E    | IPA-35963     | Portal de la Manresana (Sant Ramon) · Vegeu més fotos d'aquest monument · Carregueu una nova foto d'aquest monument                            |
| Cal Cunyé                                                       |              | Modernisme, obra popular XIX       | Sant Ramon C. de Baix, Viver de Segarra                               | 41° 44′ 58″ N, 1° 22′ 01″ E / 41.74933°N,1.36706°E    | IPA-35964     | Cal Cunyé (Sant Ramon) · Vegeu més fotos d'aquest monument · Carregueu una nova foto d'aquest monument                                         |
| Capella de Sant Cosme i Sant Damià                              | BCIL 2008    | Gòtic tardà, obra popular XVII, XX | Sant Ramon Gospí                                                      | 41° 44′ 15″ N, 1° 21′ 06″ E / 41.73759°N,1.35176°E    | IPA-35965     | Capella de Sant Cosme i Sant Damià (Sant Ramon) · Vegeu més fotos d'aquest monument · Carregueu una nova foto d'aquest monument                |
| Cal Carnisser                                                   |              | Obra popular XIX                   | Sant Ramon C. Major, 81                                               | 41° 43′ 34″ N, 1° 21′ 56″ E / 41.72615°N,1.36564°E    | IPA-35966     | Cal Carnisser (Sant Ramon) · Vegeu més fotos d'aquest monument · Carregueu una nova foto d'aquest monument                                     |
| Ca l'Esparter                                                   |              | Eclecticisme XIX                   | Sant Ramon C. Major, 40                                               | 41° 43′ 32″ N, 1° 21′ 44″ E / 41.725638°N,1.362098°E  | IPA-35968     | Ca l'Esparter (Sant Ramon) · Vegeu més fotos d'aquest monument · Carregueu una nova foto d'aquest monument                                     |
| Mont-ros, o Cal Tenella                                         |              | Romànic XI                         | Sant Ramon Solana de Cal Tenella, Mont-ros                            | 41° 44′ 10″ N, 1° 22′ 05″ E / 41.73618°N,1.36798°E    | IPA-35969     | Mont-ros (Sant Ramon) · Vegeu més fotos d'aquest monument · Carregueu una nova foto d'aquest monument                                          |
| Capella de Santa Madrona                                        |              | Obra popular XX                    | Sant Ramon C. Santa Madrona, la Manresana                             | 41° 43′ 30″ N, 1° 21′ 29″ E / 41.72511°N,1.35808°E    | IPA-35970     | Capella de Santa Madrona (Sant Ramon) · Vegeu més fotos d'aquest monument · Carregueu una nova foto d'aquest monument                          |
| Creu de la Santa Missió de Sant Ramon                           |              | Obra popular XX                    | Sant Ramon C. Major                                                   | 41° 43′ 34″ N, 1° 22′ 11″ E / 41.72618°N,1.36976°E    | IPA-35971     | Creu de la Santa Missió de Sant Ramon · Vegeu més fotos d'aquest monument · Carregueu una nova foto d'aquest monument                          |
| Pletes de Mont-ros                                              |              | Obra popular XIX-XX                | Sant Ramon Solana de Cal Tenella, Mont-ros                            | 41° 44′ 14″ N, 1° 21′ 58″ E / 41.737299°N,1.366209°E  | IPA-35973     | Pletes de Mont-ros (Sant Ramon) · Vegeu més fotos d'aquest monument · Carregueu una nova foto d'aquest monument                                |
| La Creueta                                                      |              | Obra popular XIX-XX                | Sant Ramon Gospí, camí que surt del costat del cementiri a l'esquerra | 41° 44′ 24″ N, 1° 21′ 17″ E / 41.740014°N,1.35481°E   | IPA-35974     | La Creueta (Sant Ramon) · Vegeu més fotos d'aquest monument · Carregueu una nova foto d'aquest monument                                        |
| Font Vella, o Pou Àrab de Portell                               | BCIL 2008    | Obra popular XIV-XVIII             | Sant Ramon Portell                                                    | 41° 44′ 31″ N, 1° 22′ 59″ E / 41.742040°N,1.3830374°E | IPA-35975     | Font Vella (Sant Ramon) · Vegeu més fotos d'aquest monument · Carregueu una nova foto d'aquest monument                                        |
| Forn de Pa                                                      |              | Obra popular XVII-XVIII            | Sant Ramon Pl. de l'Ajuntament, Gospí                                 | 41° 44′ 17″ N, 1° 20′ 58″ E / 41.73804°N,1.34951°E    | IPA-35976     | Carregueu una nova foto d'aquest monument |
| Cal Piteu                                                       |              | Obra popular XIX                   | Sant Ramon C. Major, 13                                               | 41° 43′ 32″ N, 1° 21′ 44″ E / 41.72556°N,1.36229°E    | IPA-36203     | Cal Piteu (Sant Ramon) · Vegeu més fotos d'aquest monument · Carregueu una nova foto d'aquest monument                                         |
| Estructura closa de Portell                                     |              | Romànic XI                         | Sant Ramon C. les Voltes i c. Major                                   | 41° 44′ 30″ N, 1° 23′ 04″ E / 41.7418°N,1.38441°E     | IPA-36638     | Estructura closa de Portell (Sant Ramon) · Vegeu més fotos d'aquest monument · Carregueu una nova foto d'aquest monument                       |

## Talavera
| Monument                                                          | Protecció    | Estil/època                              | Localització                                                              | Coordenades                                          | Codi?         | Imatge |
| ----------------------------------------------------------------- | ------------ | ---------------------------------------- | ------------------------------------------------------------------------- | ---------------------------------------------------- | ------------- | --- |
| Castell de Talavera                                               | BCIN 1592-MH | Obra popular XVI-XX                      | Talavera C. del Castell, 11                                               | 41° 34′ 56″ N, 1° 20′ 15″ E / 41.582184°N,1.337484°E | RI-51-0006493 | Castell de Talavera (Talavera) · Vegeu més fotos d'aquest monument · Carregueu una nova foto d'aquest monument                            |
| Castell de Pavia                                                  | BCIN 1847-MH | Obra popular XIV-XX                      | Talavera Pavia, al costat del dipòsit d'aigües del poble                  | 41° 35′ 53″ N, 1° 20′ 48″ E / 41.598076°N,1.346556°E | RI-51-0006494 | Castell de Pavia (Talavera) · Vegeu més fotos d'aquest monument · Carregueu una nova foto d'aquest monument                               |
| Castell de Bellmunt o Cal Casteller, restes d'antics murs         | BCIN 1848-MH | Obra popular XIV, XIX-XX                 | Talavera C. del Nord, 11, Bellmunt                                        | 41° 35′ 36″ N, 1° 23′ 58″ E / 41.593348°N,1.399335°E | RI-51-0006495 | Carregueu una nova foto d'aquest monument                                                                                                 |
| Església parroquial de Sant Salvador de Talavera                  | BCIL 2010    | Romànic, obra popular XII-XIII, XVIII-XX | Talavera Pl. de l'Església                                                | 41° 34′ 59″ N, 1° 20′ 15″ E / 41.58295°N,1.33755°E   | IPA-26271     | Església parroquial de Sant Salvador de Talavera · Vegeu més fotos d'aquest monument · Carregueu una nova foto d'aquest monument          |
| Carrer del Call                                                   | BCIL 2010    | Obra popular XIV-XX                      | Talavera C. del Call                                                      | 41° 34′ 53″ N, 1° 20′ 16″ E / 41.58152°N,1.3379°E    | IPA-26273     | Carrer del Call (Talavera) · Vegeu més fotos d'aquest monument · Carregueu una nova foto d'aquest monument                                |
| Església parroquial de Sant Pere de Bellmunt                      | BCIL 2010    | Obra popular XIX-XX                      | Talavera Pl. de l'Església, Bellmunt                                      | 41° 35′ 35″ N, 1° 23′ 56″ E / 41.59318°N,1.39881°E   | IPA-26276     | Església parroquial de Sant Pere de Bellmunt (Talavera) · Vegeu més fotos d'aquest monument · Carregueu una nova foto d'aquest monument   |
| Església parroquial de Santa Maria de Civit, Santa Maria del Coll | BCIL 2010    | Gòtic, obra popular XIV-XV, XVIII-XX     | Talavera Pl. de l'Església, Civit                                         | 41° 34′ 37″ N, 1° 22′ 48″ E / 41.57691°N,1.37993°E   | IPA-26278     | Església parroquial de Santa Maria de Civit (Talavera) · Vegeu més fotos d'aquest monument · Carregueu una nova foto d'aquest monument    |
| Església de la Santa Creu de Pavia                                | BCIL 2010    | Romànic, obra popular XII-XX             | Talavera Pl. de la Santa Creu, Pavia                                      | 41° 35′ 55″ N, 1° 20′ 50″ E / 41.59848°N,1.34717°E   | IPA-26280     | Església de la Santa Creu de Pavia (Talavera) · Vegeu més fotos d'aquest monument · Carregueu una nova foto d'aquest monument             |
| Capella de Santa Fe de Montfred                                   | BCIL 2010    | Romànic XII-XIII                         | Talavera Civit                                                            | 41° 33′ 33″ N, 1° 23′ 38″ E / 41.55912°N,1.39396°E   | IPA-26281     | Capella de Santa Fe de Montfred (Talavera) · Vegeu més fotos d'aquest monument · Carregueu una nova foto d'aquest monument                |
| Molinot de Civit                                                  | BCIL 2010    | Obra popular XIX-XX                      | Talavera Civit, prop de Cal Tonet                                         | 41° 34′ 48″ N, 1° 22′ 34″ E / 41.5801°N,1.37603°E    | IPA-26283     | Carregueu una nova foto d'aquest monument                                                                                                 |
| Molí del Valles                                                   | BCIL 2010    | Obra popular XIX-XX                      | Talavera Pallerols                                                        | 41° 37′ 01″ N, 1° 21′ 03″ E / 41.61692°N,1.35091°E   | IPA-26284     | Molí del Valles (Talavera) · Vegeu més fotos d'aquest monument · Carregueu una nova foto d'aquest monument                                |
| Església parroquial de Sant Jaume de Pallerols                    | BCIL 2004    | Romànic, gòtic XII-XIII, XIV-XVI, XIX-XX | Talavera Pl. de l'Església, Pallerols                                     | 41° 37′ 06″ N, 1° 21′ 10″ E / 41.61842°N,1.3529°E    | IPA-30398     | Església parroquial de Sant Jaume de Pallerols (Talavera) · Vegeu més fotos d'aquest monument · Carregueu una nova foto d'aquest monument |
| Safareig de Pallerols                                             |              | Obra popular XIX-XX                      | Talavera Pallerols                                                        | 41° 37′ 01″ N, 1° 21′ 03″ E / 41.617°N,1.35092°E     | IPA-33104     | Safareig de Pallerols (Talavera) · Vegeu més fotos d'aquest monument · Carregueu una nova foto d'aquest monument                          |
| Carrer del Castell                                                | BCIL 2010    | Obra popular XIV-XX                      | Talavera C. del Castell                                                   | 41° 34′ 54″ N, 1° 20′ 18″ E / 41.58166°N,1.3383°E    | IPA-33107     | Carrer del Castell (Talavera) · Vegeu més fotos d'aquest monument · Carregueu una nova foto d'aquest monument                             |
| Pas cobert de la Família So                                       |              | Obra popular XIV-XX                      | Talavera C. Família So                                                    | 41° 34′ 54″ N, 1° 20′ 17″ E / 41.58164°N,1.33806°E   | IPA-33108     | Pas cobert de la Família So (Talavera) · Vegeu més fotos d'aquest monument · Carregueu una nova foto d'aquest monument                    |
| Pas cobert del carrer Major                                       |              | Obra popular XVII-XVIII                  | Talavera C. Major                                                         | 41° 34′ 55″ N, 1° 20′ 19″ E / 41.58183°N,1.33857°E   | IPA-33114     | Pas cobert del carrer Major (Talavera) · Vegeu més fotos d'aquest monument · Carregueu una nova foto d'aquest monument                    |
| Capella del Roser, Església Vella                                 |              | Obra popular XVI-XVII                    | Talavera C. del Castell, 7                                                | 41° 34′ 55″ N, 1° 20′ 16″ E / 41.58185°N,1.33789°E   | IPA-33115     | Capella del Roser (Talavera) · Vegeu més fotos d'aquest monument · Carregueu una nova foto d'aquest monument                              |
| Torre de Talavera, o el Molí de Vent                              |              | Romànic XI-XII                           | Talavera Camí de Talavera a la Guàrdia Lada, passada la granja de la Rita | 41° 34′ 54″ N, 1° 19′ 47″ E / 41.58161°N,1.3297°E    | IPA-33116     | Torre de Talavera · Vegeu més fotos d'aquest monument · Carregueu una nova foto d'aquest monument                                         |
| Creu de terme de Bellmunt                                         |              | Barroc XVII-XVIII                        | Talavera Al costat de la plaça Sant Miquel, Bellmunt                      | 41° 35′ 37″ N, 1° 23′ 56″ E / 41.59355°N,1.39892°E   | IPA-33133     | Creu de terme de Bellmunt (Talavera) · Vegeu més fotos d'aquest monument · Carregueu una nova foto d'aquest monument                      |
| Cal Joanet                                                        |              | Obra popular XVI-XX                      | Talavera C. Major, 1, Suró                                                | 41° 34′ 21″ N, 1° 18′ 33″ E / 41.57243°N,1.30913°E   | IPA-33134     | Cal Joanet (Talavera) · Vegeu més fotos d'aquest monument · Carregueu una nova foto d'aquest monument                                     |

## Tarroja de Segarra
| Monument                                        | Protecció | Estil/època                    | Localització                                                                    | Coordenades                                        | Codi?     | Imatge |
| ----------------------------------------------- | --------- | ------------------------------ | ------------------------------------------------------------------------------- | -------------------------------------------------- | --------- | --- |
| Església de Sant Salvador de Tarroja de Segarra |           | Barroc XVII-XVIII              | Tarroja de Segarra Pl. de l'Església                                            | 41° 43′ 50″ N, 1° 16′ 27″ E / 41.73065°N,1.27429°E | IPA-26288 | Església de Sant Salvador de Tarroja de Segarra · Vegeu més fotos d'aquest monument · Carregueu una nova foto d'aquest monument |
| Ermita de Sant Julià de Tarroja de Segarra      |           | Barroc, obra popular XVIII     | Tarroja de Segarra Ctra. L-311 direcció Cervera, a 2 km camí                    | 41° 43′ 15″ N, 1° 16′ 19″ E / 41.72096°N,1.27198°E | IPA-26289 | Ermita de Sant Julià de Tarroja de Segarra · Vegeu més fotos d'aquest monument · Carregueu una nova foto d'aquest monument      |
| Casa Tella                                      |           | Barroc XVII, XVIII             | Tarroja de Segarra Placeta del Portal Baix                                      | 41° 43′ 49″ N, 1° 16′ 25″ E / 41.73018°N,1.27366°E | IPA-26290 | Casa Tella (Tarroja de Segarra) · Vegeu més fotos d'aquest monument · Carregueu una nova foto d'aquest monument                 |
| Casa Secanell                                   |           | Obra popular XIX               | Tarroja de Segarra Placeta del Portal Baix                                      | 41° 43′ 49″ N, 1° 16′ 26″ E / 41.73022°N,1.27388°E | IPA-26291 | Casa Secanell (Tarroja de Segarra) · Vegeu més fotos d'aquest monument · Carregueu una nova foto d'aquest monument              |
| Casa Sileta, o Cal Capell, Cal Colom            |           | Barroc, obra popular XVII, XIX | Tarroja de Segarra Placeta del Portal Baix                                      | 41° 43′ 48″ N, 1° 16′ 27″ E / 41.73009°N,1.27415°E | IPA-26292 | Casa Sileta (Tarroja de Segarra) · Vegeu més fotos d'aquest monument · Carregueu una nova foto d'aquest monument                |
| Cal Mingo, o Molí de la Bassa                   |           | Obra popular XIX               | Tarroja de Segarra Crta. de Guissona                                            | 41° 43′ 45″ N, 1° 16′ 37″ E / 41.72925°N,1.27703°E | IPA-26295 | Cal Mingo (Tarroja de Segarra) · Vegeu més fotos d'aquest monument · Carregueu una nova foto d'aquest monument                  |
| Font dels Horts                                 |           | Barroc XVIII, XX               | Tarroja de Segarra Camí dels Horts, 50 m del Portal de Baix                     | 41° 43′ 48″ N, 1° 16′ 24″ E / 41.72993°N,1.27347°E | IPA-35614 | Font dels Horts (Tarroja de Segarra) · Vegeu més fotos d'aquest monument · Carregueu una nova foto d'aquest monument            |
| Creu de terme de Tarroja de Segarra             |           | XX                             | Tarroja de Segarra C. Raval Josep, quasi arribant a la placeta Nova             | 41° 43′ 51″ N, 1° 16′ 30″ E / 41.73074°N,1.2749°E  | IPA-35615 | Creu de terme de Tarroja de Segarra · Vegeu més fotos d'aquest monument · Carregueu una nova foto d'aquest monument             |
| Creu de Tarroja de Segarra                      |           | Obra popular XVIII             | Tarroja de Segarra Camí a 2 km del poble des de la crta. L-311 direcció Cervera | 41° 43′ 17″ N, 1° 16′ 20″ E / 41.72151°N,1.27235°E | IPA-35616 | Creu de Tarroja de Segarra · Vegeu més fotos d'aquest monument · Carregueu una nova foto d'aquest monument                      |
| Molí del Capell o Molí de Tarroja               |           | Obra popular XVIII-XX          | Tarroja de Segarra Dreta del riu Sió (enderrocat)                               |                                                    | IPA-37123 | Carregueu una nova foto d'aquest monument                                                                                       |

## Torrefeta i Florejacs
Vegeu la llista de monuments de Torrefeta i Florejacs